# Карън Гилън
Карън Шийла Гилън (на английски: Karen Sheila Gillan) е британска актриса. Най-известна с ролята си на Ейми Понд в сериала „Доктор Кой“.

## Биография
Майка и баща – Мария и Реймънд Джон Гилън. Като дете е посещавала академията Чарлстън, а на 16-годишна възраст решава да продължи образованието си в Единбургския колеж. На 17 е приета в Академията за драматични изкуства „Италия Конти“ в Лондон.

## Кариера
Гилън получава своята първа роля в сериала „Ребус“ още във времето, когато е учила в Академията. Участвала е и в „Шоуто на Кевин Бишъп“ и работила като модел. В началото на актьорската си кариера Гилън изиграва второстепенни роли в няколко драматични сериала. Две години се снима в „Шоуто на Кевин Бишоп“, където играе с различни персонажи, в това число и забележителности (Анджелина Джоли и Кейти Пери).
Играе ролята на Ейми Понд в „Доктор Кой“, спътничка на Единадесетия Доктор, в началото на 2009 година. Появява се още в епизода „Огненият Помпей“ като член на Сестринството. Главна героиня в сериала става в първия епизод на пети сезон „Единадесетият час“, излязал през април 2010. В две серии играе даже и братовчедката на Карън, Кейтлин Блекууд, която играе Ейми на 7 години. Преди снимките те никога не са се виждали.
В последните години Гилън става известна покрай ролята на Небюла в „Пазители на Галактиката“ и „Пазителите на Галактиката: Втора част“.